# ATC kod D08
ATC kod D08 Antiseptici i dizinfektanti su terapeutska podgrupa sistema za anatomsko terapeutsko hemijsku klasifikaciju. Ovaj sistem alfanumeričkih kodova je razvio  za klasifikaciju lekova i drugih medicinskih proizvoda.  Podgrupa D08 je deo anatomske grupe D Koža i potkožno tkivo.

Kodovi za veterinarsku upotrebu (ATCvet kodovi) se mogu formirati stavljanjem slova Q ispred humanih ATC kodova: QD08... ATCvet kodovi bez odgovarajućeg humanog ATC koda su navedeni sa vodećim Q na sledećoj listi.
Nacionalna izdanja ATC klasifikacije mogu da obuhvataju dodatne kodove koji nisu prisutni na ovoj listi.

### D08AAAkridinskiderivati
D08AA01 Etakridin laktat
D08AA02 Aminoakridin
D08AA03 Euflavin
QD08AA99 Akridinski derivati, kombinacije

### D08ACBiguanidiiamidini
D08AC01 Dibrompropamidin
D08AC02 Hlorheksidin
D08AC03 Propamidin
D08AC04 Heksamidin
D08AC05 Poliheksanid
D08AC52 Hlorheksidin, kombinacije
QD08AC54 Heksamidin, kombinacije

### D08AEFenoli derivati
D08AE01 Heksahlorophen
D08AE02 Polikrezulen
D08AE03 Fenol
D08AE04 Triklozan
D08AE05 Hloroksilenol
D08AE06 Bifenilol
QD08AE99 Fenol i derivati, kombinacije

### D08AFNitrofuranskiderivati
D08AF01 Nitrofural

### D08AGJodniproizvodi
D08AG01 Jod/oktilfenoksipoliglikoletar
D08AG02 Povidon-jod
D08AG03 Jod
D08AG04 Dijodohidroksipropan
QD08AG53 Jod, kombinacije

### D08AHHinolinskiderivati
D08AH01 Dekvalinijum
D08AH02 Hlorkvinaldol
D08AH03 Oksihinolin
D08AH30 Kliohinol

### D08AJ Kvaternarna jedinjenja amonijaka
D08AJ01 Benzalkonijum
D08AJ02 Cetrimonijum
D08AJ03 Cetilpiridinijum
D08AJ04 Cetrimid
D08AJ05 Benzoksonijum hlorid
D08AJ06 Didecildimetilamonijum hlorid
D08AJ08 Benzetonijum hlorid
D08AJ57 Oktenidin, kombinacije
D08AJ58 Benzetonijum hlorid, kombinacije
D08AJ59 Dodeklonijum bromid, kombinacije

### D08AKŽiviniderivati
D08AK01 Živa amidohlorid
D08AK02 Fenilživa borat
D08AK03 Živa(II) hlorid
D08AK04 Merbromin
D08AK05 Živa, metalna
D08AK06 Tiomerzal
D08AK30 Živa(II) jodid
QD08AK52 Fenilživa borat, kombinacije

### D08AL Jedinjenjasrebra
D08AL01 Srebno nitrat
D08AL30 Srebro

### D08AX Drugi antiseptici i dizinfektanti
D08AX01 Vodonik peroksid
D08AX02 Eozin
D08AX03 Propanol
D08AX04 Tozilhloramid natrijum
D08AX05 Izopropanol
D08AX06 Kalijum permanganat
D08AX07 Natrijum hipohlorit
D08AX08 Etanol
D08AX53 Propanol, kombinacije